# Burschenschaft Germania Tübingen
Die Burschenschaft Germania Tübingen (B! Germania) ist eine schlagende und farbentragende Studentenverbindung an der Eberhard Karls Universität Tübingen. Sie ist die älteste Burschenschaft in Tübingen und eine der ältesten Burschenschaften überhaupt. Ihre Mitglieder werden oft als Bixiers oder Eckgermanen bezeichnet.

## Geschichte

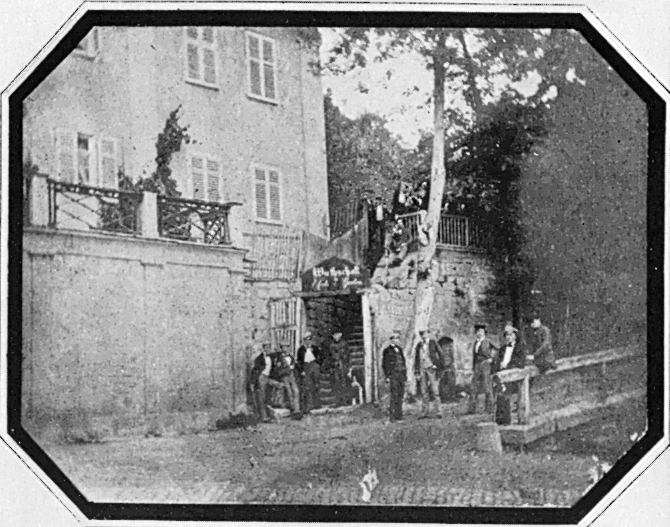
Germanen vor der Eifertei in Tübingen (Foto von Louis Aickelin 1855)
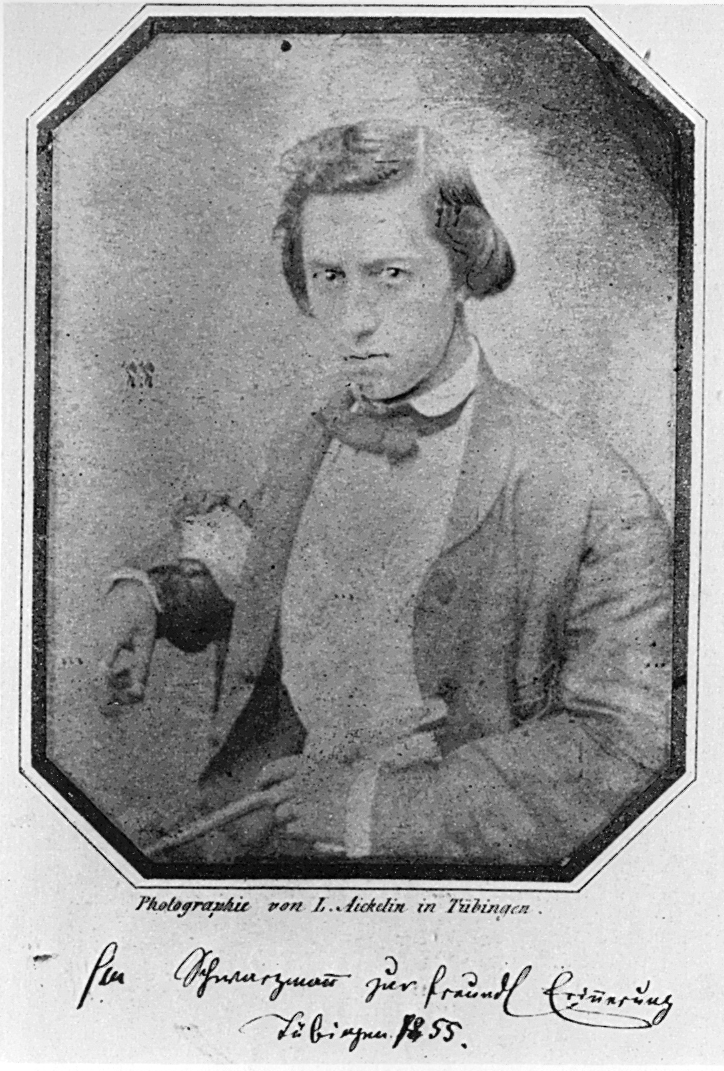
Porträt eines unbekannten Germanen (Foto von Louis Aickelin 1855)

In Tübingen gab es mehrere Verbindungen, deren Mitglieder sich später an der Gründung der Germania beteiligen sollten. Hans-Georg Balder nennt die Verbindungen Romantica (17. Januar 1813, blau-weiß-schwarz), Teutonia (19. November 1814, grün-blau-weiß) und Concordia (8. Dezember 1816, schwarz-blau). Insbesondere die Teutonia verfolgte bereits früh burschenschaftliche Zielsetzungen, weswegen der spätere radikale Burschenschafter Karl Ludwig Sand mit Studienbeginn 1814 dort eintrat.
Am 12. Dezember 1816 gründeten 57 Tübinger Studenten die Burschenschaft Arminia mit den Farben Schwarz-Blau. Gründungsvorsitzender war Jacob Friedrich Habermaas. Nach dem Wartburgfest 1817 schloss sie sich der Allgemeinen Deutschen Burschenschaft an. Die Arminia wurde im November 1817 aufgelöst, im April 1818 jedoch wieder eröffnet. In diese Zeit datiert auch der Wechsel zum Namen Germania und zu den Farben Schwarz-Rot mit goldener Percussion. Im Herbst 1819 wurde die Germania von den Behörden aufgelöst. 1824 wechselte man zur Bezeichnung Brauchverbindung oder Commentburschenschaft. Aus dieser Verbindung entstand 1831 das Corps Suevia Tübingen. Bereits 1828 spalteten sich aus der Commentburschenschaft die Tübinger Feuerreiter (Farben Schwarz-Blau) ab. Es folgte eine Concordia (1829 bis 1831, blau-rot-gold). Daraus entstand wieder eine Germania mit den Farben Schwarz-Gold-Rot, die von 1831 bis 1833 existierte. 1832 spaltete sich hieraus eine Gesellschaft der Patrioten – ein Vorläufer der späteren Verbindung Normannia Tübingen – ab.
Danach eine Giovannia (1835 bis 1836). Ihnen folgte 1837 die Eiferteigesellschaft, die sich später Germania und dann 1839 Gesellschaft der Schwertbrüder nannte. 1840 eröffnete die Germania erneut, die bis 1853 lebte, als sie verboten wurde. Sie existierte weiter als Normannia (schwarz-weiß-blau) und Tubingia (blau-weiß-gold). 1862 wurden wieder die Farben schwarz-gold-rot eingeführt und 1865 folgte die endgültige Umbenennung in Germania.
Ab 1896 nahm die Germania keine Juden mehr auf. 1904 gab es eine Entschließung Tübinger Verbindungen, Mitgliedern jüdischer Korporationen keine Satisfaktion mehr zu geben. 1919 trat die Tübinger Germania mit dem Antrag hervor, „Juden und Abkömmlingen von Juden“ künftig die Aufnahme in die Deutsche Burschenschaft zu verwehren.

Die Germania als Mitglied der Deutschen Burschenschaft (1915)

Im Wintersemester 1930/31 hatte die Germania 430 Alte Herren, 60 Inaktive und 24 Aktive.
Nach der Machtübernahme der NSDAP trat die Germania 1935 in die Alte Burschenschaft ein. Später wurde zusammen mit der Tübinger Königsgesellschaft Roigel die Kameradschaft Ludwig Uhland gegründet. Im Zweiten Weltkrieg fielen 79 Germanen.
Nach dem Krieg wurde die Kameradschaft unter der Bezeichnung Tubingia bis 1949 weitergeführt, als sich Germania und Roigel wieder trennten. Bei der Wiedergründung der Deutschen Burschenschaft war die Germania dabei, 1973 trat sie wieder aus.

## Couleur
Burschen und Füxe tragen ein Band in den Farben schwarz-gold-rot (von unten) mit goldener Perkussion. Die Reihenfolge der Farbnennung „von unten“ ist für Hochschulstädte außer Jena, Halle und Leipzig ungewöhnlich. Als Kopfcouleur wird eine rote Schlappmütze getragen. Die Chargierten tragen schwarze Pekeschen.

## Verbindungshaus

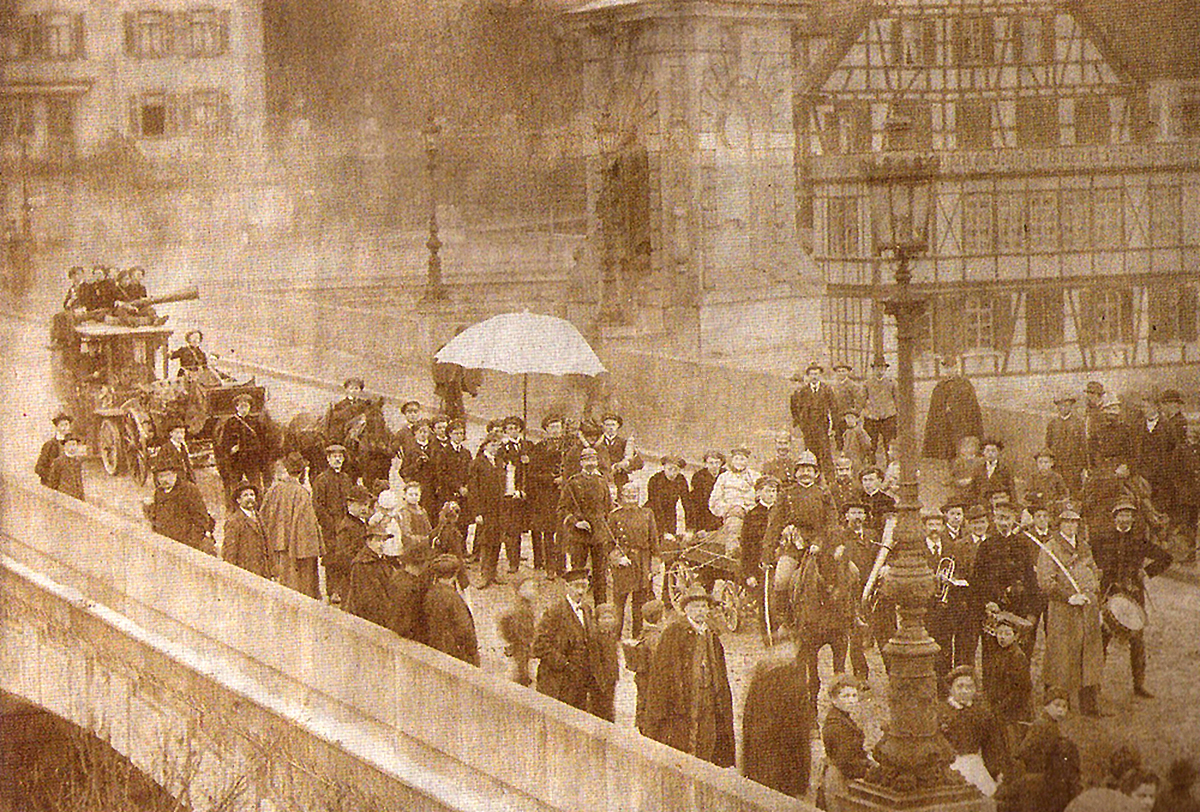
Germanen 1909 auf der Neckarbrücke in Tübingen; Foto von Julius Wilhelm Hornung

Das erste Korporationshaus der Germania, 1896 zum 80. Stiftungsfest eingeweiht, wurde als Bierkirchle bezeichnet. Es wurde 1930 bis 1931 von Paul Schmitthenner durch ein größeres Haus ersetzt.
Das Haus ⊙ der Germania liegt am Fuß des Österbergs an der Neckarbrücke. Die Bezeichnung als Eckgermanen rührt von der Lage des Hauses am Eck Gartenstraße/Mühlstraße und dient zur Unterscheidung von den Straßengermanen, der Alten Straßburger Burschenschaft Germania in Tübingen.

## Verhältnisse
Die Tübinger Germania gehört zum Süddeutschen Kartell, dem ältesten burschenschaftlichen Kartell. Ein Freundschaftsverhältnis besteht außerdem zur Prager Burschenschaft Arminia zu Bochum.

## Bekannte Mitglieder
Zu den Mitgliedern der Germania gehören und gehörten zahlreiche Personen aus Politik, Wirtschaft und Kultur. So gehörten mindestens 21 Mitglieder des Paulskirchenparlaments zur Tübinger Germania und ihren Vorgängerverbindungen.
| - Heinrich von Abel (1825–1917), Jurist und Oberbürgermeister von Ludwigsburg - Otto Abel, Historiker - Walther Albrecht (1881–1960), Mediziner - Walter Alwens (1880–1966), Internist - Friedrich Ammermüller, Mediziner, Unternehmer, Publizist und Politiker - Berthold Auerbach, Schriftsteller - Ludwig August von Autenrieth (1802–1872), Direktor der Kreisregierung des Schwarzwaldkreises - Erwin Bälz (1849–1913), Internist, Anthropologe und Leibarzt der Kaiserlichen Familie von Japan - Karl von Bälz (1860–1945), württembergischer Jurist und Präsident des württembergischen Kultusministeriums - Edward Banks (1836–1883), Anwalt und Politiker, Mitglied des Reichstages - Charles Beck (1798–1866), deutsch-amerikanischer Philologe und Theologe, Professor in Harvard, Mitglied des Repräsentantenhauses von Massachusetts - Max Becker (1848–1896), Jurist und Verwaltungsbeamter - Christian Behm (1831–1893), Rechtsanwalt und Politiker, Mitglied des Reichstags des Deutschen Kaiserreichs - Anton von Bek (1807–1887), württembergischer Landtagsabgeordneter, Richter - Friedrich Bering (1878–1950), Dermatologe und Hochschullehrer - Franz Xaver Biegger (1801–1839), Mitglied der Württembergischen Landstände - Georg Bernhard von Bilfinger (1798–1872), württembergischer Oberamtmann (Balingen, Waldsee, Hall) - Paul von Bockshammer (1834–1923), Jurist und Politiker, Abgeordneter des Württembergischen Landtags - German von Bohn (1812–1899), Maler - Friedrich von Brackenhammer, evangelischer Theologe - Max Brandes (1881–1976), Orthopäde - Wilhelm August von Breitling (1835–1914), Jurist und Politiker, württembergischer Ministerpräsident - Hans Breymann (1873–1958), Rechtsanwalt, Notar und Genealoge - Otto von Buhl (1842–1921), württembergischer Landtagsabgeordneter - Paul Burger (1887–1947), Politiker (DVP), Abgeordneter im Württembergischen Landtag - Conrad Bursian (1830–1883), klassischer Philologe und Geographiehistoriker - Wilhelm Büsing (1854–1932), Reichsgerichtsrat - Ernst Camerer (1836–1919), Rechtsanwalt und Vereinsfunktionär - Karl von Camerer (1801–1863), Stadtschultheiß von Reutlingen, Abgeordneter des Württembergischen Landtags - Wilhelm Camerer (1842–1910), Arzt und Physiologe - Gustav Conz (1832–1914), Maler, Zeichner, Zeichenlehrer und Kunsthistoriker - Rudolf Criegee, Chemiker - Ferdinand Christoph von Degenfeld-Schonburg (1802–1876), württembergischer Diplomat und Gesandter - Gottlob Dill (1885–1968), Jurist, württembergischer Ministerialbeamter und SS-Oberführer - Rudolph Dohrn (1836–1915), Gynäkologe - Johann Jakob Christian Donner (1799–1875), Übersetzer antiker griechischer und lateinischer Dichter - Gustav Drautz (1887–1957), Oberamtmann im Oberamt Backnang - Gustav Wilhelm Dreyer (1859–1911), Bremer Senator - Rudolf Drost (1892–1971), Ornithologe - Gustav von Duvernoy, Jurist, Privatgelehrter und liberaler Politiker - Hermann Ebner (1896–1964), Politiker, Oberamtmann und Landrat - Robert Ebner (1831–1894), Mitglied der Zweiten Kammer der Württembergischen Landstände - Karl von Ege (1837–1899), Reichsgerichtsrat - Max Eifert (1808–1888), Pfarrer, Heimatforscher und Schriftsteller - Theodor Eimer (1843–1898), Zoologe und Vergleichender Anatom - Gustav von Elben, Jurist und Politiker - Ernst Elsenhans, Revolutionär der Märzrevolution 1848/1849 - Eduard Elwert (1805–1865), Professor der Theologie in Zürich und Tübingen - Theodor Eschenburg, Politikwissenschaftler und Staatsrechtler - Hans Faber (1910–2004), Jurist und Funktionär des Alpenvereins - Hans Carl Federath, preußischer Landrat, Besitzer mehrerer Eisenhütten - David Fischer, Verwaltungsjurist - Berthold von Fetzer (1846–1931), Generalarzt à la suite sowie Leibarzt der beiden letzten württembergischen Könige - Carl August Friedrich Fetzer, württembergischer Politiker, Mitglied der Frankfurter Nationalversammlung - Walther Flemming (1843–1905), Biologe - Franz Fraas (1802–1877), Politiker, Landtagsabgeordneter - Gottfried Franz, österreichischer Pfarrer und Superintendent - Emil Freyburger (1825–1899), Schriftsteller - Christian von Frisch, Pädagoge, Gelehrter und Politiker - Ludwig Friedrich Gaab (1800–1869), württembergischer Baurat - Robert von Gaupp, württembergischer Staatsrat und Landtagsabgeordneter - Theodor Georgii, Protagonist der deutschen Turnbewegung - Theodor von Gessler, Jurist und Politiker - Wilhelm von Gessler (1850–1925), württembergischer Verwaltungsbeamter und Finanzminister - Hans Glatzel (1902–1990), Ernährungsphysiologe - Christian Wilhelm von Glück, Bibliothekar und Historiker - Karl Emil Goldmann (1848–1917), Reichsgerichtsrat - Theodor Griesinger (1809–1884), Schriftsteller und Geistlicher - Volker Grub (* 1937), Rechtsanwalt und Insolvenzverwalter - Wilhelm Heinrich von Gwinner (1801–1866), Forstmann, Landtagsabgeordneter, Geheimer Finanzrat - Carl Friedrich von Haas (1794–1884), Oberamtmann und Landtagsabgeordneter, Gründungsmitglied - Carl Haas (1804–1883), Pfarrer, Journalist und theologischer Autor - Friedrich Habermaas (1795–1841), württembergischer Oberjustizrat, Landtagsabgeordneter - Nicolaus Hadermann (1805–1871), Präsident der Constituierenden Versammlung der Freien Stadt Frankfurt - Felix Haffner (1886–1953), Pharmakologe und Toxikologe - Friedrich Heinrich Hager (1815–1881), württembergischer Kommunalpolitiker und Landtagsabgeordneter - Heinrich von Harpprecht (1801–1859), Richter im Königreich Württemberg, Mitglied der Ersten Kammer der Württembergischen Landstände - Hans C. W. Hartmuth (1908–1983), Unternehmer - Arthur Hartmann (1849–1931), HNO-Arzt - Alfred Hartranft (1847–1930), Politiker (DP), Landtagsabgeordneter - Konrad Dietrich Haßler, Pädagoge, Theologe, Orientalist, Philologe, Politiker und Denkmalpfleger - Hermann Hauff (1800–1865), Schriftsteller, Redakteur und Übersetzer - Wilhelm Hauff, Schriftsteller - Eduard Haupt, Theologe und Politiker - Rudolf Haußer (1910–2003), Mediziner - Paul Hegelmaier, Politiker, Oberbürgermeister von Heilbronn - Carl Hegler (1878–1943), Internist und Hochschullehrer - Hellmut Heim (1900–1986), Admiralarzt der Kriegsmarine (1984 ausgetreten) - Albert von Heß (1836–1911), Oberlandesgerichtsrat, Mitglied der Ersten Kammer der Württembergischen Landstände, Württembergischer Bevollmächtigter zum Bundesrat, Geheimer Rat im königlichen Staatsministerium von Württemberg - Andreas Heusler, Schweizer Jurist, Rechtshistoriker und Politiker - Adolf Hirzel, Politiker - Julius Hölder, Jurist und Politiker - Hermann Hog, Jurist und Ministerialbeamter - Wilhelm vom Holtz (1801–1868), Württembergischer Landtagsabgeordneter, Hofmarschall und Exzellenz, Ehrenkommendator des Johanniterordens - Franz Hopf, Politiker, evangelischer Pfarrer und Landtagsabgeordneter - Max Hoß (1878–1966), württembergischer Oberamtmann und Landrat - Gottlieb von Huber, Jurist und Mitglied des Deutschen Reichstags - Ernst Kapff (1863–1944), Schriftsteller, Reformpädagoge und Archäologe - Fritz von Keller, Reichstagsabgeordneter und Leiter der Württembergischen Forstdirektion - Gerhard Heinrich Kirchhoff (1854–1929), Vizepräsident der Bremischen Bürgerschaft und Bremer Senator - Gustav Ludwig Klaiber (1829–1912), Verwaltungsjurist - Joachim Klaiber (1908–2003), Intendant - Rudolf Klaiber (1873–1957), Polizeipräsident in Stuttgart - Hansgeorg Klenk (1924–1976), Politiker (CDU), Landtagsabgeordneter - August Klett, Jurist und Politiker - Karl Klug (1799–1872), evangelischer Pastor und Historiker, Mitglied der Lübecker Bürgerschaft - Hermann Knapp (1801–1859), Mitglied der Zweiten Kammer des Württembergischen Landtags, Direktor des königlichen Studienrats in Stuttgart - Karl Knaus (1801–1844), Nationalökonom, Agrarwissenschaftler, Kameralist - Eduard Emil Koch (1809–1871), Pfarrer und Hymnologe - Philipp Kohlmann (1842–1889), klassischer Philologe und Gymnasiallehrer - Christian Reinhold Köstlin (1813–1856), Rechtswissenschaftler und Dichter - Karl Ludwig David von Krauß (1797–1886), Domänendirektor, Landtagsabgeordneter - Heinrich von Kraut, Jurist und Politiker - Hans Krieg, Ethnologe und Zoologe - Emil Wilhelm Krummacher (1798–1886), evangelischer Theologe - Friedrich August von Landerer (1829–1918), Jurist, Landgerichtspräsident, württembergischer Landtagsabgeordneter - Friedrich Wilhelm Langbein (1870–1954), ärztlicher Standespolitiker, Präsident der württembergischen Ärztekammer - Erhard Lazi (1923–1997), Jurist und Kommunalpolitiker, Landrat des Landkreises Balingen und des Zollernalbkreises - Widukind Lenz, Humangenetiker | - Johannes Leonhart, Arzt und Reichstagsabgeordneter - Wilhelm von Leube (1842–1922), Pathologe, Internist und Neurologe - Wilhelm Liebenam (1859–1918), Althistoriker - Rudolf Lohbauer (1802–1873), Publizist, Militärtheoretiker und bildender Künstler - Karl Eduard von Lödel (1848–1924), Reichsgerichtsrat - Albert Maier (* 1948), Kunst- und Antiquitätenhändler - Wolfgang Mangold (1931–2023), Arzt, Standespolitiker und Hochschullehrer - Karl Mayer, Jurist und Politiker - Karl August Mebold (1798–1854), Journalist - Robert von Mohl (1799–1875), Staatswissenschaftler - Rudolf von Mohl (1803–1892), Präsident des württembergischen Verwaltungsgerichtshofes, Staatsrat und Mitglied des Geheimen Rates - Werner Mohr (1903–1972), Jurist und Politiker, Landrat im Kreis Oldenburg in Holstein - Joseph Karl Pankraz Morel (1825–1900), Schweizer Bundesrichter, St. Galler Grossrat und Ständerat - Ludwig Muff (1806–1882), württembergischer Oberamtmann - Eugen Müller (1858–1927), württembergischer Oberamtmann - Wilhelm Heinrich Murschel, Mitglied der Frankfurter Nationalversammlung - Philipp Ferdinand Amandus Nagel (1799–1870), Jurist und Politiker, Abgeordneter des Württembergischen Landtags - Max Necker (1890–1968), Jurist und Politiker, Bürgermeister - Hermann Niethammer (1835–1876), Jurist und Politiker (VP), Landtagsabgeordneter - Hermann von Nördlinger (1818–1897), Forstwissenschaftler - Friedrich Notter, Schriftsteller und Reichstagsabgeordneter - August Oesterlen, Jurist und Politiker - Dieter Palm (1924–2005), Pharmakologe - Gustav Pfizer, Autor und Übersetzer und seit 1838 Redakteur des Morgenblatts - Paul Pfizer, württembergischer Politiker, Journalist, Jurist und Politiker - Karl Picot, Reichsgerichtsrat - Karl Pistorius (1808–1859), Agrarwissenschaftler - August Preuner (1832–1906), klassischer Archäologe - Carl Preuner (1859–1928), württembergischer Oberamtmann - Johannes Ranke (1836–1916), Anthropologe (1860 ausgetreten) - Friedrich Rassow (1826–1904), Reichsgerichtsrat, Mitglied des Preußischen Abgeordnetenhauses - Wilhelm Reerink (1905–1999), Bergbauwissenschaftler - Johann Leonhard Reuß (1798–1883), Mitglied im Senat und in der Gesetzgebenden Versammlung sowie Bürgermeister der Freien Stadt Frankfurt - Karl Reuttner von Weyl (1801–1874), Rittergutsbesitzer, Herr auf Achstetten, Kammerherr und Abgeordneter des Württembergischen Landtags - August Ludwig Reyscher, Rechtsgelehrter, Politiker und Philhellene - Carl Friedrich Rheinwald, Jurist und Politiker - Christian von Riecke (1802–1865), württembergischer Verwaltungsjurist und Beamter - Karl von Riecke, württembergischer Staatsminister der Finanzen - Carl Rodenberg (1854–1926), Historiker - Friedrich Rödinger, Jurist, Journalist und Politiker - Moritz Rothert (1802–1886), Klassischer Philologe, Pädagoge und Schulleiter - Justus Rubehn (1904–1997), Jurist, Kreishauptmann und Regierungsdirektor (1959 ausgetreten) - Hans Runge (1892–1964), Gynäkologe und Geburtshelfer - Julius Sattler (1799–1871), Jurist und Politiker, Württembergischer Landtagsabgeordneter - Karl Ludwig Schall (1827–1909), Württembergischer Landtagsabgeordneter - Lutz Schall (1894–1978), Kinderarzt - Wilhelm Schall, Jurist und Mitglied der Württembergischen Landstände - Wilhelm Schefold (1894–1985), Ministerialbeamter - Anton Schemmel (1818–1866), württembergischer Oberamtmann - Karl von Scheurlen (1798–1850), Rechtswissenschaftler, Hochschullehrer und Politiker - Karl von Scheurlen (1824–1872), Jurist, Staatsbeamter und Politiker - Fritz Schiele (1876–1965), Jurist - Adolf Schliz (1813–1877), Stadtarzt in Heilbronn - Alfred Schliz (1849–1915), Arzt und Anthropologe, Entdecker der Großgartacher Kultur - Adolph Schmidlin, (1803–1875), württembergischer Oberamtmann - Albert von Schmidlin (1844–1910), Oberamtmann, Stadtdirektor von Stuttgart, Regierungspräsident des Donaukreises - Eduard von Schmidlin, württembergischer Kultusminister - Friedrich von Schmidlin (1847–1932), Beamter und Justizminister des Königreichs Württemberg - Karl Schmidlin (1805–1847), schwäbischer Pfarrer und Dichter - Eugen Schmoller (1866–1939), Präsident des Oberlandesgerichts Stuttgart, Vorsitzender des Württembergischen Staatsgerichtshofs und Dozent an der Verwaltungsakademie Stuttgart - Georg Schmückle (1880–1948), Jurist und Schriftsteller (1940 ausgetreten) - Adolph Gottlieb Ferdinand Schoder, Politiker - Bernhard Schomann (1831–1904), Jurist, Präsident des Oberlandesgerichts Oldenburg - Christian Friedrich Schönbein, Chemiker und Physiker - Albert Schott, Sprach- und Geschichtsforscher, Sammler von Volkserzählungen - Ernst Schott (1877–1961), Jurist und Politiker, Abgeordneter der Verfassungsgebenden Landesversammlung in Württemberg und des Württembergischen Landtags - Paul Schott (1836–1907), Oberamtmann - Karl Alexander von Seckendorff-Aberdar (1803–1855), württembergischer Obersthofmeister und Kammerherr - Georg Christian Philipp Friedrich Seefried, Mitglied der Frankfurter Nationalversammlung - Adolf Seeger (1815–1865), Württembergischer Landtagsabgeordneter - Friedrich Karl August Seeger (1798–1868), Württembergischer Landtagsabgeordneter und Mitglied des Vorparlaments - Hermann von Seeger (1829–1903), Jurist und Hochschullehrer, Rektor der Universität Tübingen - Theodor Siebs, Germanist und Mediävist - Johann Heinrich Sierck (1817–1900), Mitglied der Schleswig-Holsteinischen Landesversammlung - Edmund von Sigel (1805–1866), evangelischer Theologe, Generalsuperintendent von Heilbronn - Ernst Sindlinger, württembergischer Verwaltungsbeamter - Theodor von Soden (1863–1914), württembergischer Oberamtmann - Eduard Springer (1872–1956), Oberamtmann im Oberamt Heidenheim - Erich Springer (1903–1997), Landrat des Kreises Tettnang - Anton von Stabel (1806–1880), badischer Staatsmann, Politiker und Jurist, Präsident des badischen Staatsministeriums - Georg Eduard Steitz (1810–1879), evangelischer Theologe und Historiker - Gustav Stille (1845–1920), Mediziner und Schriftsteller - Hermann Adolf von Stock (1809–1871), evangelischer Theologe, Generalsuperintendent, Abgeordneter des württembergischen Landtags - Hermann Stockmayer (1807–1863), Württembergischer Landtagsabgeordneter - Eduard Süskind (1807–1874), Württembergischer Landtagsabgeordneter - Hermann Süskind (1812–1872), Oberamtmann in Freudenstadt, Gerabronn und Öhringen - Wilhelm Carl Ludwig Supf (1803–1882), Abgeordneter und Senator der Freien Stadt Frankfurt - Franz Tafel, Politiker - Gottlob Tafel, württembergischer Rechtskonsulent und Politiker - Hermann Tafel, Jurist und Politiker - Johann Friedrich Karl Leonhard Tafel, evangelischer Übersetzer - Johann Konrad von Teuffel (1799–1854), Württembergischer Landtagsabgeordneter - Emil Tietze (1845–1931), Geologe - Ludwig Uhland, Dichter, Literaturwissenschaftler, Jurist und Politiker - Robert Varnhagen (1818–1903), Jurist und Politiker, Präsident des Landtags der Fürstentümer Waldeck und Pyrmont - Wilhelm Vayhinger, Mitglied der Zweiten Kammer der Württembergischen Landstände, Abgeordneter des Zollparlaments - Gottlob Adolf Veiel (1802–1864), württembergischer Landtagsabgeordneter und Mitglied des Vorparlaments - Ludwig Veiel, Jurist und Mitglied des Deutschen Reichstags - Otto Veiel (1879–1945), Richter am Reichsfinanzhof - Friedrich Theodor Vischer, Literaturwissenschaftler, Philosoph, Schriftsteller und Politiker - Karl Völker (1796–1884), Turnlehrer - Karl Georg von Wächter, Jurist, Strafrechtsdogmatiker und Universitätskanzler - Karl von Waechter-Spittler, Jurist, Beamter und Minister des Königreichs Württemberg - Ludwig Waaser (1804–1883), Jurist und Abgeordneter im Württembergischen Landtag - Wilhelm Wagner (Jurist), Jurist und Politiker, Ständiges Mitglied des Württembergischen Staatsgerichtshofs - August von Walther (1805–1885), württembergischer Landtagsabgeordneter - Heinrich von Weber, Forstwissenschaftler und Hochschullehrer, Abgeordneter im Württembergischen Landtag - Hansjörg Weitbrecht, Verleger - Wilhelm Weitz (1881–1969), Internist - Gideon Weizel (1807–1872), Badischer Handelsminister, Präsident des badischen Verwaltungsgerichtshofes, Mitglied der Badischen Ständeversammlung und des Erfurter Unionsparlaments - Albrecht Wetzel (1880–1947), Psychiater - Robert Wiedersheim, Anatom - Ernst Wirth (1820–1878), Jurist und Politiker, Mitglied des Deutschen Reichstags - Hermann Wittich, Abgeordneter des Württembergischen Landtags und Ehrenbürger von Rottenburg am Neckar - Gottfried Wizigerreuter (1797–1862), Abgeordneter des Württembergischen Landtags - Johann Nepomuk Wocher (1805–1842), Politiker, Abgeordneter im Württembergischen Landtag - Johann Philipp Gustav Wolbach (1826–1890), Abgeordneter des Württembergischen Landtags - Christian Friedrich Wurm, Gymnasialprofessor, Historiker, Autor und liberaler Politiker, Mitglied der Frankfurter Nationalversammlung - Wilhelm Zais, Arzt, Hotelier, liberaler nassauischer Landtagsabgeordneter - Karl August Zeller (1898–1974), Verwaltungsjurist und Landrat - Bernhard Ziegler (1929–2013), Paläontologe - Wilhelm Zimmermann (1807–1878), Theologe, Dichter und Politiker, Abgeordneter der Frankfurter Nationalversammlung, der verfassunggebenden württembergischen Landesversammlung sowie des württembergischen Landtags |

Mitgliederverzeichnis:
- Willy Nolte (Hrsg.): Burschenschafter-Stammrolle. Verzeichnis der Mitglieder der Deutschen Burschenschaft nach dem Stande vom Sommer-Semester 1934. Berlin 1934. S. 1095–1096.